# Перевощиков, Алексей Михайлович
Алексей Михайлович Перевощиков (11 (24) февраля 1905 года, село Усть-Чепца, Вятская губерния — 18 декабря 1988, Кирово-Чепецк) — советский фотокорреспондент, фотохудожник, мастер художественного пейзажа и фотомонтажа.

## Биография
В 1923 г. окончил среднюю школу второй ступени. С 1926 г. учился в Вятском художественно-промышленном техникуме; увлёкся фотографией, в это время познакомился с известным вятским фотографом Сергеем Александровичем Лобовиковым. С 1927 г. — внештатный фотокорреспондент газетой «Вятская правда».
В 1928 г. из-за болезни прервал учёбу, возвратился в Усть-Чепцу. Работал фотографом в сельхозкоммуне, с 1930 г. — в Боровицком доме отдыха. С 1933 г. — штатный фотокорреспондент газеты «Вятская правда».
В ноябре 1942 г. призван в Красную Армию, служил фотографом военно-морского клинического госпиталя, эвакуированного из Ленинграда в Киров. Закончил службу в октябре 1945 г. в Ленинграде, куда госпиталь вернулся после снятия блокады. C ноября 1945 г. — фотокорреспондент Ленинградского отделения ТАСС, но вскоре вернулся в Кирово-Чепецк и устроился фотографом на местную ТЭЦ.
Был одним из основателей фотоклуба «Двуречье» в Кирово-Чепецке.
В первой половине 1980-х гг. потерял зрение. После успешной операции, выполненной в Кирове, продолжал фотографировать.

### Семья
Отец — Михаил Андреевич Перевощиков.
Мать — Анна Яковлевна Перевощикова.
Жена (с 1924 г.) — Олимпиада Агафангеловна.
Дети: два сына.

## Творчество
Сохранились шесть картин А. М. Перевощикова, написанных маслом в 1926—1928 гг.; три из них хранятся в семье, другие три подарены музею Кирово-Чепецка.
Художественной чёрно-белой фотографией начал заниматься с 1952 г. В 1956 г. был удостоен дипломов и премий Всесоюзной фотовыставки в Ленинграде. Участвовал во всесоюзных и зарубежных выставках. Удостоен бронзовой медали международной выставки (Гаага, 1969); диплома I степени в Коломбо.
Персональная выставка (98 работ) прошла в Риге (1971), Вентспилсе, Даугавпилсе (1973).
Признан одним из выдающихся фотомастеров страны.

Если говорить о философском пейзаже, то до сих пор непревзойдённым в этом плане остаётся Алексей Перевощиков.— Лукьянова Г. Видеть одухотворённо // Советское фото. — 1987. — № 4.
Награждён дипломом World Press Photo (2012, посмертно) — за выдающийся вклад в развитие отечественной фотожурналистики.

## Память
В 1992 г. на доме, в котором А. М. Перевощиков жил в 1973—1988 гг., была установлена мемориальная доска.
В 1996 г. имя А. М. Перевощикова было присвоено новой улице Кирово-Чепецка.
В 2020 г. решением Кирово-Чепецкой городской Думы посмертно удостоен почётного звания Почётный гражданин Кирово-Чепецка.